# Asta marginale
L'asta marginale funziona come l'asta competitiva; l'unica differenza risiede nella fase finale: infatti tutti gli intermediari che si sono aggiudicati dei titoli li pagheranno al prezzo marginale, ovvero l'ultimo prezzo accoglibile, al quale verrà aggiudicato l'intero importo offerto.
Questo tipo di asta viene usato per la collocazione dei titoli di stato italiano a medio-lungo periodo (cioè BTP, CCT e CTZ).